# Zabójcza broń 2
Zabójcza broń 2 (ang. Lethal Weapon 2) – amerykańska komedia kryminalna z 1989 roku w reżyserii Richarda Donnera.

## Fabuła
Druga część opowieści o dwóch policjantach pracujących w wydziale zabójstw policji w Los Angeles. Martin Riggs (Mel Gibson) i Roger Murtaugh (Danny Glover) tym razem walczą z dyplomatami z RPA, którzy, chronieni immunitetem dyplomatycznym zajmują się przemytem złotych monet. Po raz pierwszy pojawia się miejscowy cwaniaczek, Leo Getz (Joe Pesci), który we wszystkich kolejnych częściach stanie się nieodłącznym towarzyszem dwojga policjantów.

## Obsada
- Mel Gibson jako Martin Riggs
- Danny Glover jako Roger Murtaugh
- Joe Pesci jako Leo Getz
- Joss Ackland jako Arjen Rudd
- Patsy Kensit jako Rika van den Haas
- Darlene Love jako Trish Murtaugh
- Traci Wolfe jako Rianne
- Derrick O’Connor jako Pieter Vorstedt
- Steve Kahan jako kapitan Ed Murphy
- Mark Rolston jako Hans
- Jenette Goldstein jako oficer Meagan Shapiro
- Mary Ellen Trainor jako doktor Stephanie Woods